# Movimiento insumiso en España
La insumisión fue un movimiento antimilitarista de desobediencia civil al servicio militar, que existió en España desde finales de los años 1980 hasta la suspensión del servicio militar obligatorio el 31 de diciembre de 2001.

## Historia
El antecedente inmediato de la insumisión fue el movimiento de objetores de conciencia (MOC), iniciado en los últimos años del régimen de Franco, movimiento que pretendía el reconocimiento legal del derecho a no realizar el servicio militar por motivos de conciencia. Los objetores se negaban por tanto a incorporarse al ejército y eran procesados por ello, y en muchos casos acababan en prisiones militares. En 1984, el Congreso de los Diputados aprobó una Ley de Objeción de Conciencia que reconocía el derecho de los objetores, estableciendo un servicio civil de 18 meses de duración, denominado prestación social sustitutoria (PSS), como alternativa al servicio militar obligatorio. Los procesados fueron entonces amnistiados y quedaron libres de sus obligaciones militares. Un puñado de ellos, sin embargo, considerando que la mayor duración de la PSS penalizaba a los objetores, que se trataba de trabajos forzados que eliminaban puestos remunerados y que el objetivo debía ser la desaparición total del servicio militar, renunció a la amnistía y volvió a quedar en disposición de ser llamado a filas.
Cuando el ejército quiso volver a reclutarlos, los llamados "insumisos" se negaron tanto a incorporarse a filas como a acogerse a la objeción de conciencia. Al hacerlo incurrían en un delito y volvían a ser procesados. La opinión pública era mayoritariamente desfavorable al servicio militar obligatorio, por lo que los procesos judiciales, sobre todo cuando incluían encarcelamiento, supusieron un coste político considerable para el gobierno.
La negativa a hacer el servicio militar estaba penada por el código penal militar y formaba parte de la jurisdicción del ejército, siendo la pena mínima para ese delito la de un año de cárcel. La negativa a realizar la PSS estaba penada por el código penal ordinario con dos años, cuatro meses y un día de prisión.
En los años siguientes aumentó exponencialmente el número de jóvenes que se negaban a incorporarse a filas o bien que, una vez reconocidos como objetores de conciencia, rehusaban hacer la PSS. Si la represión contra los insumisos era complicada dado el amplio apoyo social con el que contaban, era aún más difícil cuando debía realizarla la justicia militar, ya que los tribunales militares eran presentados por los antimilitaristas como "juez y parte" y los procesados no habían llegado a formar parte del ejército, con lo cual seguían siendo civiles: el paso de civiles por tribunales y cárceles militares evocaba demasiado la época de Franco. Así pues, el ejército solicitó al gobierno que le liberara de las tareas de represión de la insumisión, lo cual se llevó a cabo haciendo que los insumisos a la mili fueran juzgados por tribunales ordinarios. Al principio aplicando el código militar y más tarde un código penal reformado que incluía el delito de negativa a hacer el servicio militar, con una pena aumentada para equipararla a la que se aplicaba a los insumisos a la PSS.
La insumisión fue un movimiento asambleario y descentralizado que no logró ser capitalizado por ningún partido político. En las principales ciudades existían asambleas de insumisos y en torno a estos se formaban grupos de apoyo que se coordinaban entre sí en diferentes foros antimilitaristas. Los grupos más importantes fueron el Movimiento de Objeción de Conciencia, cercano a los planteamientos de la no violencia, y una constelación de colectivos llamados genéricamente Mili KK, más vinculados a la izquierda extraparlamentaria, aunque las líneas de división nunca fueron netas. También los grupos anarquistas jugaron un papel importante en la lucha antimilitarista, promoviendo la mayor parte de ellos la insumisión total (como las organizaciones CNT y FIJL). Aparecieron también numerosos colectivos, revistas, iconografía y música antimilitares. En vísperas de la desaparición del servicio militar el número de insumisos superaba la decena de miles.
La insumisión tuvo sobre todo un carácter netamente antimilitarista. Hubo también, sin embargo, quienes se adhirieron a la insumisión por motivos diferentes, sobre todo en los últimos tiempos: personas partidarias de un ejército profesional o nacionalistas vascos, catalanes, gallegos, etc., no necesariamente antimilitaristas, que se negaban a servir en un ejército "español".

## Estrategia
En cuanto a la estrategia a seguir en la desobediencia civil, hubo también diferentes posturas:
- Estaban en primer lugar quienes optaban por no procurar librarse de la cárcel, considerando que la existencia de presos de conciencia favorecía los objetivos de la insumisión por cuanto suponía un alto coste político para el Estado.
- Otro grupo, por el contrario, procuraba evitar la cárcel por medio de una trabajada defensa legal, ya que consideraban que la libertad (provisional o definitiva) era una pequeña victoria y que el encarcelamiento podía disuadir a los jóvenes en edad militar de hacerse insumisos.
- Un tercer grupo (conocido a veces como "invisibles") se declaraba insumiso también a los tribunales y no acudía a las citaciones y mucho menos a las órdenes de ingreso en prisión. Sobrevivían en la clandestinidad con órdenes de busca y captura pesando sobre ellos hasta que en ocasiones eran localizados y detenidos. Muchos, sin embargo, consiguieron mantenerse libres hasta la desaparición del servicio militar. Esta estrategia era defendida y practicada también por el colectivo Colectivo Antimilitarista Pro-Insumisión (C.A.M.P.I.), que rechazaba el derecho de todo tribunal a juzgar la legitimidad de sus ideas, así como por otro lado el cumplimiento de una PSS considerada como una punición arbitraria que proporcionaba una fuerza de trabajo gratuita al Estado, quitando oportunidades de empleo a personas cualificadas para esas funciones. Este colectivo era activo en muchas ciudades.

Quienes no estaban en situación de ser insumisos (hombres que ya habían hecho el servicio militar y mujeres) pusieron en marcha iniciativas de "autoinculpación": basándose en el principio jurídico de que quien induce al delito es también culpable, firmaban declaraciones acusándose a sí mismos de haber inducido a tal o cual insumiso a cometer su delito. En general las autoinculpaciones no fueron admitidas por los juzgados, pero sirvieron para que mucha gente estableciera un vínculo activo con la insumisión, entre ella destacados intelectuales, políticos, cineastas, cantantes, actores y otras personalidades.
La insumisión fue un movimiento de desobediencia civil sin parangón en ningún otro país europeo, siendo su antecedente más cercano en el llamado mundo occidental la desobediencia a la guerra de Vietnam en Estados Unidos. Los intentos de hacer algo parecido en otros países, como Alemania o Francia, fracasaron al carecer de apoyo social,  consistiendo en actos individuales o de limitado alcance. Se ha atribuido el éxito de la insumisión en España a una suerte de sentimiento antimilitarista supuestamente enraizado en la sociedad española y vinculado tanto a la resistencia contra el reclutamiento forzoso durante las Guerras Carlistas como a la lucha contra las guerras de Melilla y del Rif entre 1909 y 1927, e incluso hay quien ha querido establecer una relación con la gran difusión del anarquismo en España (desconocida en otros lugares) en las primeras décadas del siglo XX.
El servicio militar obligatorio se redujo de 12 a 9 meses el 25 de junio de 1994. Finalmente, se abolió el 9 de marzo de 2001. En este proceso, los movimientos de objeción de conciencia e insumisión jugaron un papel clave.

## Cronología de la objeción de conciencia y la insumisión
1937
- Antonio Gargallo Mejía, miembro de los Testigos de Jehová, fue fusilado en Jaca el 18 de agosto de 1937 por negarse a incorporarse al Regimiento 17.[12][13]

1960-1970
- Centenares de «Testigos de Jehová» permanecen en prisión, con penas de más de diez años, por negarse a cumplir el servicio militar obligatorio. En el castillo de San Fernando (Cádiz) cumplen largas condenas más de 200 objetores de conciencia, miembros de los testigos de Jehová.
- Condenas en cadena.
- Primeros campamentos de no violencia.

1970
- Primer intento, infructuoso, de legislación de las Cortes franquistas sobre la objeción de conciencia.

1971

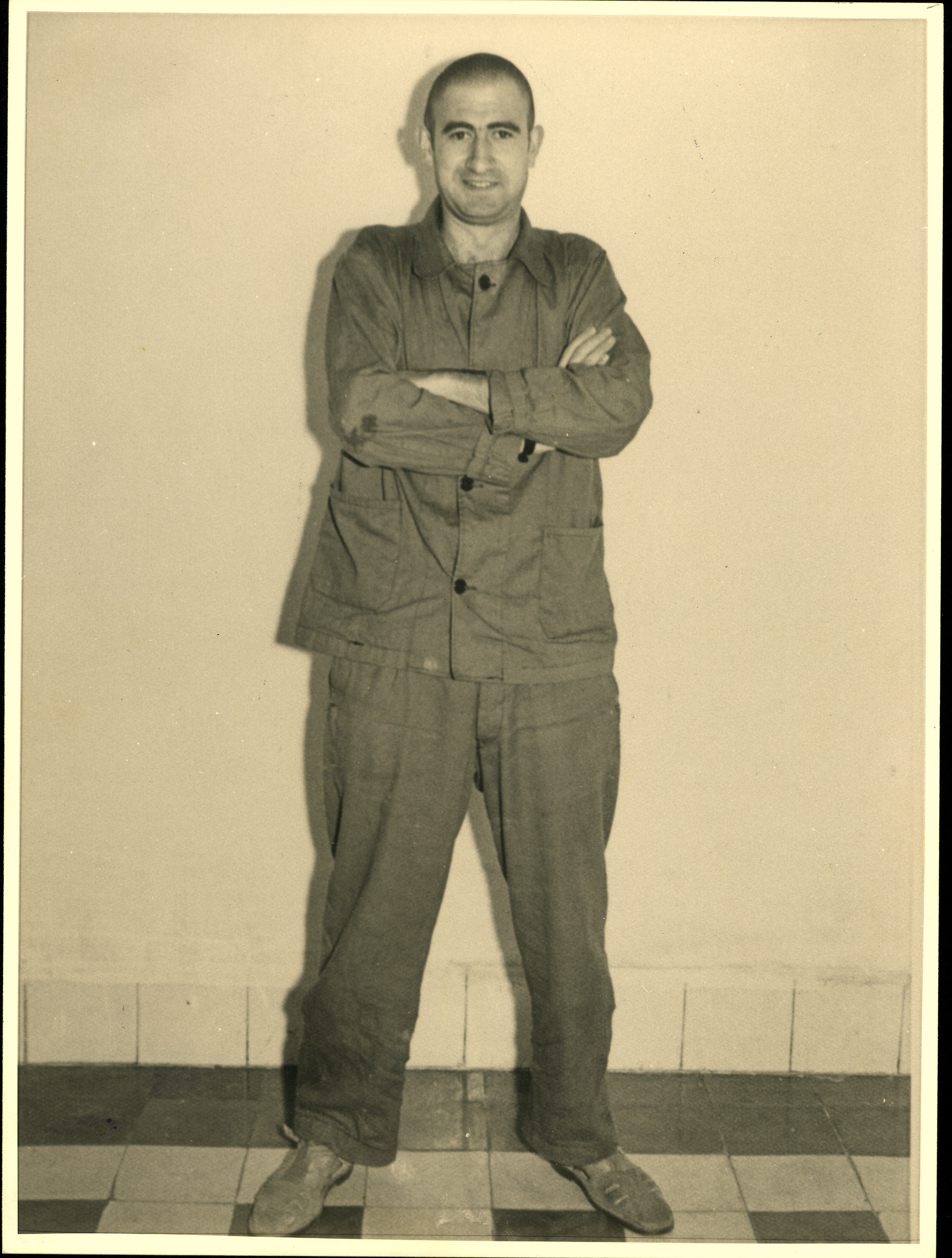
Pepe Beúnza el 27 de septiembre de 1971 con uniforme de preso en la Prisión de Jaén, dónde se hallaba por negarse a hacer el servicio militar.

- El gobierno retira el segundo proyecto de Ley de Objeción de Conciencia ante el rechazo de las Cortes.
- Detención de Pepe Beúnza y Consejo de Guerra en Valencia
- Campaña internacional de apoyo: marcha desde Ginebra hasta la prisión de Valencia.
- Otros objetores siguen la vía abierta por Pepe Beúnza.

1972
- Cristóbal Halffter compone «Gaudium et Spes» en honor a Pepe Beúnza.

1974
- Gonzalo Arias y Pepe Beúnza promueven el «Voluntariado para el Desarrollo».

1975
- Primeros grupos de objetores.
- Se presenta el proyecto de «Voluntariado para el Desarrollo» con más 1.250 firmas de personas dispuestas a realizarlo.
- Se ponen en marcha proyectos de «servicios civiles autogestionados»: Can Serra (Hospitalet de Llobregat) y luego Bilbao, Madrid, Málaga, Tarragona, Vich y Valencia.

1976
- Hay 285 objetores encarcelados.

1977
- El ministro de Defensa, Manuel Gutiérrez Mellado, emite la orden de «incorporación aplazada».
- La Ley de Amnistía a presos políticos pone en libertad a los objetores.
- Se forma el Movimiento de Objetores de Conciencia para coordinar a los distintos grupos de objetores.
- Rechazo a la Ley de Objeción de Conciencia por motivos religiosos.

1978
- Aprobación en plebiscito de una nueva constitución, que designa al Ejército como «garante de la integridad territorial»; «la ley fijará las obligaciones militares, la objeción de conciencia, así como el resto de exenciones del servicio militar obligatorio, pudiendo imponer, en su caso una prestación social sustitutoria».

1979
- Congreso del MOC en Landa (Álava): primera declaración ideológica.

1980
- Detenciones de objetores acusados de injurias a los ejércitos: multitud de acciones de apoyo en toda España.
- Gira de contactos internacionales del MOC.

1981
- Intento de golpe de Estado.
- Ingreso de España en la OTAN.

1982
- El PSOE gana las elecciones generales.
- Programa FACA, adquisición de aviones de combate F-14.
- La Asamblea Andaluza de Noviolencia llama a la desobediencia a los gastos militares: primera campaña de «objeción fiscal».
- Marcha internacional noviolenta por la desmilitarización en Andalucía.

1983
- Proyecto de Ley de Objeción de Conciencia.
- El MOC anuncia que no acatará la ley.

1984
- Asamblea de Vallvidrera (Barcelona): se planea la campaña de objeción colectiva.
- Nace MiliKK en Cataluña
- 28 de diciembre: se aprueba la Ley de Objeción de Conciencia.

1985
- Recursos de inconstitucionalidad contra la Ley de Objeción de Conciencia, uno de ellos de la Oficina del Defensor del Pueblo.
- Campaña de «objeción colectiva».
- El CNOC acepta cerca de 15 000 declaraciones colectivas.
- Ultimado el borrador del Reglamento de la PSS.
- Fundación de la Asociación de Objetores de Conciencia (AOC).

1986
- Referéndum sobre la permanencia del España en la OTAN: amplia movilización social por el NO.
- Segundo congreso del MOC.

1987
- El Tribunal Constitucional desestima el recurso de inconstitucionalidad de la Ley de Objeción de Conciencia.
- La Asociación Pro Derechos Humanos concede su premio anual a la «Objeción de Conciencia».
- El MOC define sus líneas de acción frente a la ley: insumisión a la PSS, boicot a las entidades que colaboren con la implantación de la PSS.

1988
- Entra en vigor el reglamento de la PSS. Cruz Roja oferta 500 plazas.
- El Consejo Nacional de Objeción de Conciencia comienza a rechazar las declaraciones colectivas de objeción de conciencia.
- Los grupos de objeción preparan la campaña de desobediencia civil a la Ley de Objeción de Conciencia.
- Amnistía Internacional reconoce a José M. Fierro, objetor sobrevenido, como «preso de conciencia».
- Decreto-Ley de incorporación de mujeres al ejército.
- Reforma de la legislación militar y primeras incorporaciones de mujeres a las Fuerzas Armadas.

1989
- Primeras presentaciones colectivas de objetores insumisos.
- Amnistía encubierta: pasan a la reserva la mayoría de los objetores en «incorporación aplazada».
- 43 objetores comienzan a cumplir la PSS.
- Enrique Múgica, Ministro de Justicia, acusa a los insumisos de «utilizar la objeción de conciencia para desestabilizar el Estado democrático y estar apoyados por los radicales y violentos» y les advierte de que «todo el peso de la ley» caería sobre ellos.
- Manifiesto por la abolición del servicio militar obligatorio y autoinculpaciones.
- Juzgados los dos primeros insumisos, de Mili KK: son condenados a 13 meses de prisión.
- Primer congreso estatal de «objeción al gasto militar» en Madrid

1990
- 386 objetores cumplen la PSS.
- Hay 2.450 insumisos; 130 de ellos son detenidos.

1991
- Juicios a varios insumisos a la PSS en Albacete.
- Guerra del Golfo: desertan varios reclutas destinados en las fragatas españolas que iban a ser enviadas a la guerra. Amnistía Internacional los reconoce como «presos de conciencia».
- Huelga de hambre de insumisos y desertores en la prisión militar de Alcalá.
- Fuerte aumento de la objeción de conciencia.
- Diciembre: Reforma de la Ley del Servicio Militar: los casos de insumisión pasan a la jurisdicción civil y las penas aumentan a 2 años, 4 meses y 1 día (28 meses). Primeras condenas.

1992
- Se celebran 107 juicios contra insumisos.
- La Unión Progresista de Fiscales critica públicamente la instrucción del fiscal general del Estado de pedir el ingreso en prisión de los insumisos.
- Primeras sentencias absolutorias.
- Se denuncia la represión selectiva: campaña «o todos o ninguno».
- Envío de tropas españolas a Bosnia-Herzegovina: UNPROFOR.

1993
- Los Parlamentos vasco y catalán aprueban mociones a favor de despenalizar la insumisión.
- Modificación del Reglamento Penitenciario: a los insumisos se les aplicará directamente el tercer grado penitenciario.
- Inicio de la campaña de desobediencia al tercer grado: el «plante».

1994
- Se filtra a la prensa un informe confidencial del CESID sobre el movimiento antimilitarista.
- Objetores destinados en Bosnia-Herzegovina denuncian su instrumentalización y firman un escrito de apoyo a los insumisos.
- Plan Especial de PSS: se condicionan las subvenciones a entidades privadas a que acojan prestacionistas.
- Juan Alberto Belloch, ministro de Justicia, reconoce públicamente que el crecimiento la insumisión es un «problema de Estado».
- 188 insumisos cumplen condena de cárcel.
- Continúan los «plantes».
- septiembre: Huelga de hambre limitada de 46 insumisos presos en la cárcel de Pamplona. Dispersión de 8 de ellos.

1995
- Se aprueba el nuevo Código Penal: los insumisos serán «inhabilitados», aunque se mantiene la cárcel como castigo para los insumisos al servicio militar obligatorio.

1996
- Entra en vigor el nuevo código penal.
- Se crea en el País Vasco la asociación de ayuntamientos «insumisos» EUDIMA.
- Hay 348 insumisos presos, 54 de ellos en segundo grado.
- Defensa da a conocer que solo uno de cada cinco objetores hace la PSS.
- El Partido Popular gana las elecciones y anuncia la total profesionalización de las Fuerzas Armadas para 2003.

1997
- Defensa invierte 2000 millones de pesetas en una intensa campaña de imagen y reclutamiento del Ejército profesional.
- El MOC pone en marcha la «Insumisión en los cuarteles»: primeras presentaciones de «insumisos-desertores».
- Las universidades del País Vasco y Aragón, el Ayuntamiento de San Sebastián, PNV, EA, IU y HB se niegan a ejecutar las inhabilitaciones a insumisos.
- Primeros consejos de guerra y encarcelamientos de insumisos-desertores. Las condenas son de 2 años y 4 meses de prisión militar.
- Operación «tonto el último»: se presentan cerca de 130 000 solicitudes de objeción de conciencia.
- El insumiso Enrique Mur muere en la cárcel de Torrero (Zaragoza). El colectivo de insumisos en tercer grado había denunciado previamente la deficiente asistencia sanitaria.

1998
- Se abren procesos a más de 40 antimilitaristas por acciones de ocupación de instalaciones militares.
- Reforma del código penal: se rebaja a 4 años la duración mínima de la inhabilitación a los insumisos.
- Indultos a insumisos presos en tercer grado.
- Marcha a la prisión militar de Alcalá de Henares.
- Las cifras del reclutamiento profesional bajan a menos de tres aspirantes por plaza.
- Entra en vigor con carácter retroactivo la nueva LOC. Iguala la duración del servicio militar obligatorio y la PSS y pasa a la reserva a miles de objetores en espera. La bolsa de los pendientes por prórroga supera el millón de personas.

1999
- El ejército español participa en los bombardeos de la OTAN sobre Yugoslavia.
- Nuevas presentaciones de insumisos-desertores.
- Consejos de guerra a antimilitaristas «civiles» por llevar a cabo acciones no violentas en instalaciones militares.

2000
- 12 insumisos-desertores en la prisión militar de Alcalá.
- El Gobierno anuncia que el reemplazo que abandona los cuarteles en diciembre de 2001 será el último en realizar el servicio militar obligatorio.
- Último sorteo del servicio militar obligatorio: fiestas y acciones antimilitaristas de varios lugares del territorio español.
- El gobierno aplica a 460 insumisos la reforma de 1998 al código penal, que reduce la duración de la inhabilitación a 4 años, y lo presenta mediáticamente como indultos parciales.

2001
- El Partido Popular impide con sus votos en el Congreso la despenalización de la insumisión.
- Los últimos soldados de reemplazo abandonan los cuarteles; solo han hecho la mili 5000 de los 91 000 sorteados.
- Hay 76 000 soldados profesionales en lugar de los 102 000 previstos en los planes de Defensa.
- Siete insumisos-desertores permanecen en la prisión militar de Alcalá de Henares a pesar de la desaparición del servicio militar obligatorio.
- El MOC inicia su III Congreso en Aguadulce (Almería).
- Manifestación en Alicante contra el Día de las Fuerzas Armadas: protestan 5000 ciudadanos. Dos antimilitaristas del Grupo Tortuga permanecen 12 horas en lo alto de una palmera del paseo donde se iba a celebrar, sin poder ser desalojados por la policía.

2002
- El gobierno se ve forzado a reformar el Código Penal y el Código Penal Militar para eliminar los delitos relacionados con la insumisión: amnistía para cerca de 4000 insumisos procesados y unos 20 insumisos en los cuarteles.
- Segunda y tercera etapas del III Congreso del MOC en Amayuelas (Palencia) y Rota (Cádiz) en las que acaba de perfilar su propuesta de lucha antimilitarista después de la insumisión.

## Insumisión en la música
Uno de los medios de difusión y captación de activistas por la insumisión más importantes fue el musical, principalmente dentro del escenario punk. Aunque este tipo de música siempre se ha caracterizado por unos ideales antimilitaristas, muchos grupos escribieron temas directamente relacionados con el movimiento insumiso español.
El cantautor asturiano Víctor Manuel compuso en 1986 Cruzar los brazos, una canción antimilitar al respecto del referéndum de la OTAN, en la que se critica el servicio militar (piensas que esos meses son robados/Los que te hacen dar servicio de soldado/Son tan largos), y en 1990 compuso No me defiendas tanto, centrada específicamente en el movimiento insumiso.